# Rhagastis rubetra
Espèce
Rhagastis rubetra est une espèce d'insectes lépidoptères de la famille des Sphingidae, sous-famille des Macroglossinae, tribu des Macroglossini, sous-tribu des Choerocampina et du genre Rhagastis . 

## Description
L'espèce est semblable à Rhagastis acuta, Rhagastis hayesi et Rhagastis velata mais se distingue des deux premières par la couleur de fond des ailes supérieures et de la dernière par la forme du palpe labial, qui est fortement rétrécie vers la base. Le dessus de l'aile antérieure est similaire à Rhagastis velata, mais les gammes de couleurs du fond varient du gris pâle au gris vert (vert-olive pour Rhagastis velata). L'intensité des marques sombres varie considérablement de presque absent à fortement présent.

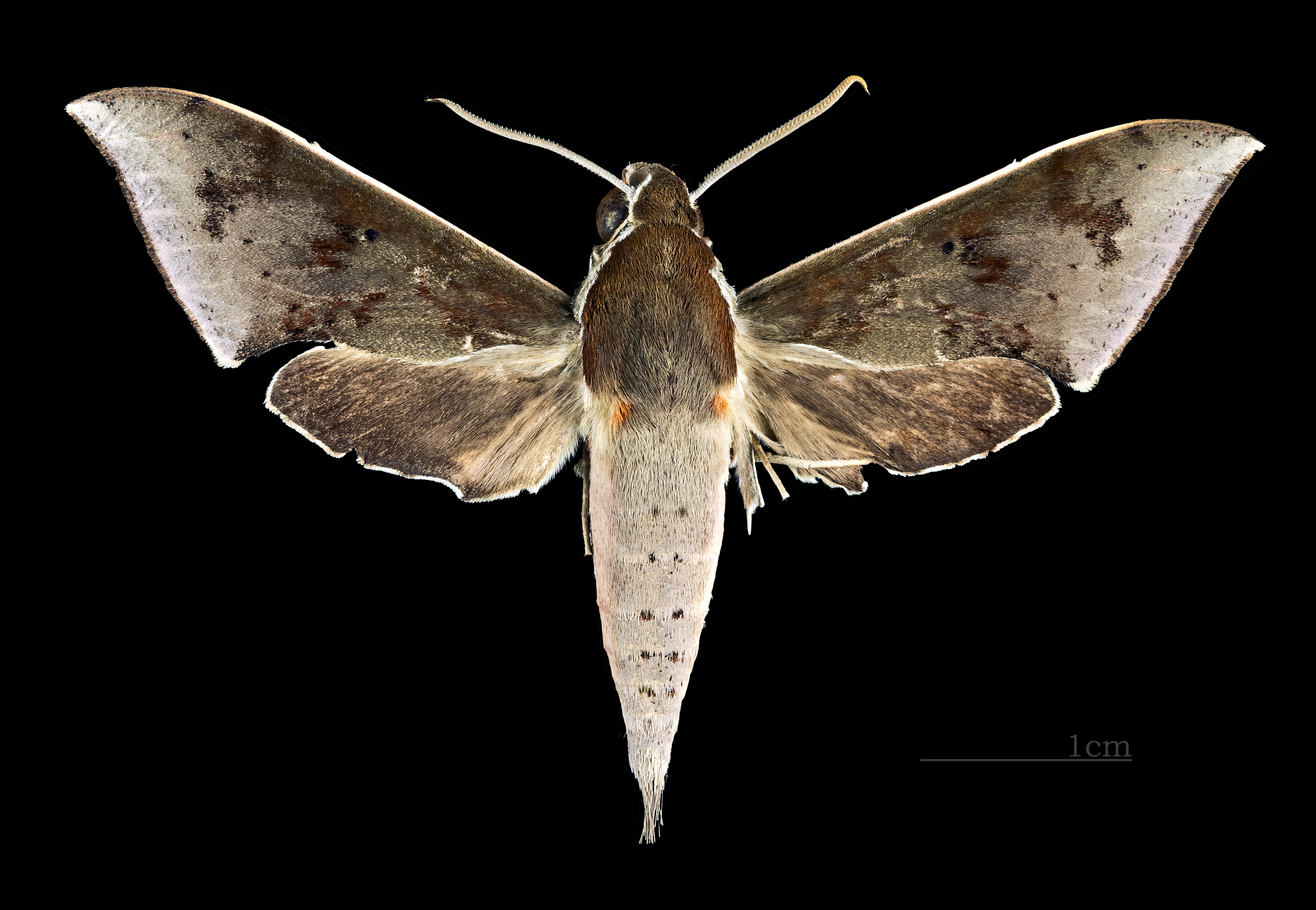
Face dorsale MHNT
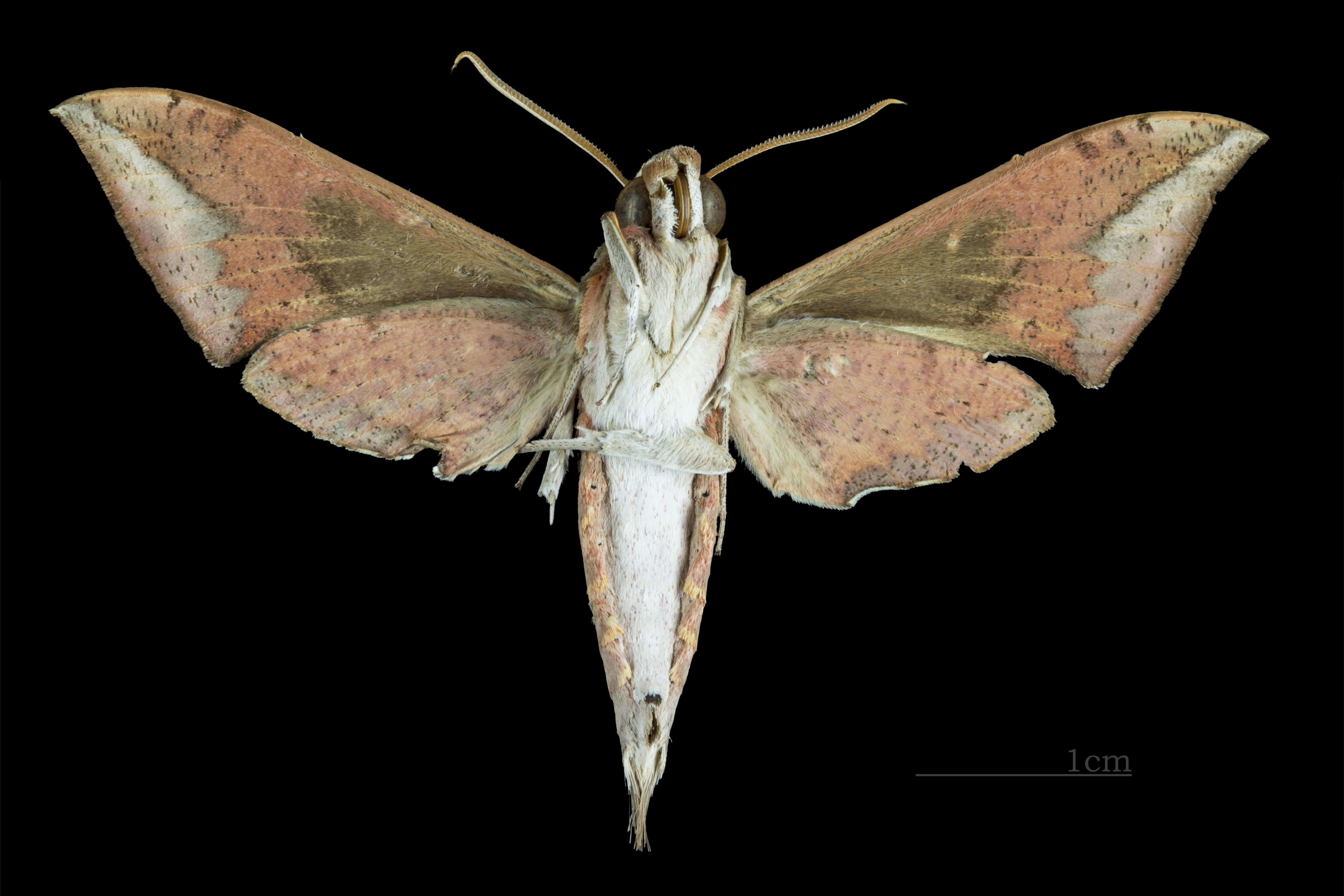
Revers MHNT

## Répartition et habitat
Répartition
L'espèce est connue en Indonésie (Kalimantan, Nias, Sumatra), au nord en Malaisie (Sarawak), en Thaïlande et signalé également en Chine (Tibet).

## Systématique
- L'espèce Rhagastis rubetra a été décrite par les entomologistes Lionel Walter Rothschild et Karl Jordan en 1907[1].

### Synonymie
- Rhagastis mjobergi Clark, 1923[2].